# Burrill Phillips
Burrill Phillips (* 9. November 1907 in Omaha/Nebraska; † 22. Juni 1988 in Berkeley/Kalifornien) war ein US-amerikanischer Komponist.
Phillips studierte an der Eastman School of Music bei Howard Hanson und Bernard Rogers und unterrichtete hier selbst von 1933 bis 1949. Bekannt wurde er mit dem Orchesterwerk Selections from McGuffey’s Reader (1933) nach einem Gedicht von Oliver Wendell Holmes und zwei Gedichten von Henry Wadsworth Longfellow. Später unterrichtete er u. a. an der University of Illinois (1949–64), der Juilliard School of Music (1968–69) und der Cornell University (1972–73). Neben weiteren Orchesterwerken komponierte Phillips u. a. eine Oper, Ballette, Chorwerke, Kammermusik, Stücke für Orgel und Klavier sowie die Musik zu dem oscar-preisgekrönten Dokumentarfilm Nine from Little Rock (1964).